# Wereldbeker mountainbike 2022
De Wereldbeker mountainbike 2022 werd gehouden van april tot en met september 2022. Mountainbikers streden in de disciplines crosscountry en downhill.
De crosscountry-evenementen bestonden uit negen manches, gehouden van april tot september. Er werden zes manches in Europa gehouden, twee in Noord-Amerika en één in Zuid-Amerika. De wedstrijden in het downhill stonden van maart tot september op het programma, en bestonden uit acht manches.

## Crosscountry

### Mannen

#### Kalender en podia
| Nr. | Datum      | Locatie          | Eerste            | Tweede          | Derde             | Leider in het klassement |
| --- | ---------- | ---------------- | ----------------- | --------------- | ----------------- | ------------------------ |
| 1.  | 10/04/2022 | Petrópolis       | Nino Schurter     | Maxime Marotte  | Vlad Dascălu      | Nino Schurter            |
| 2.  | 08/05/2022 | Albstadt         | Tom Pidcock       | Nino Schurter   | Vlad Dascălu      | Nino Schurter            |
| 3.  | 15/05/2022 | Nové Město       | Tom Pidcock       | Vlad Dascălu    | Nino Schurter     | Nino Schurter            |
| 4.  | 12/06/2022 | Leogang          | Mathias Flückiger | Nino Schurter   | Alan Hatherly     | Nino Schurter            |
| 5.  | 10/07/2022 | Lenzerheide      | Luca Braidot      | Alan Hatherly   | Mathias Flückiger | Nino Schurter            |
| 6.  | 17/07/2022 | Vallnord         | Luca Braidot      | David Valero    | Nino Schurter     | Nino Schurter            |
| 7.  | 31/07/2022 | Snowshoe         | David Valero      | Titouan Carod   | Luca Braidot      | Nino Schurter            |
| 8.  | 07/08/2022 | Mont-Sainte-Anne | Titouan Carod     | Filippo Colombo | David Valero      | Nino Schurter            |
| 9.  | 04/09/2022 | Val di Sole      | Titouan Carod     | Nino Schurter   | Jordan Sarrou     | Nino Schurter            |

### Vrouwen

#### Kalender en podia
| Nr. | Datum      | Locatie          | Eerste                 | Tweede             | Derde              | Leidster in het klassement |
| --- | ---------- | ---------------- | ---------------------- | ------------------ | ------------------ | -------------------------- |
| 1.  | 10/04/2022 | Petrópolis       | Rebecca McConnell      | Anne Terpstra      | Loana Lecomte      | Rebecca McConnell          |
| 2.  | 08/05/2022 | Albstadt         | Rebecca McConnell      | Jenny Rissveds     | Mona Mitterwallner | Rebecca McConnell          |
| 3.  | 15/05/2022 | Nové Město       | Rebecca McConnell      | Loana Lecomte      | Jenny Rissveds     | Rebecca McConnell          |
| 4.  | 12/06/2022 | Leogang          | Loana Lecomte          | Jenny Rissveds     | Laura Stigger      | Rebecca McConnell          |
| 5.  | 10/07/2022 | Lenzerheide      | Loana Lecomte          | Jenny Rissveds     | Alessandra Keller  | Rebecca McConnell          |
| 6.  | 17/07/2022 | Vallnord         | Anne Terpstra          | Mona Mitterwallner | Ramona Forchini    | Rebecca McConnell          |
| 7.  | 31/07/2022 | Snowshoe         | Alessandra Keller      | Jenny Rissveds     | Anne Terpstra      | Rebecca McConnell          |
| 8.  | 07/08/2022 | Mont-Sainte-Anne | Jolanda Neff           | Mona Mitterwallner | Haley Batten       | Rebecca McConnell          |
| 9.  | 04/09/2022 | Val di Sole      | Pauline Ferrand-Prévot | Loana Lecomte      | Jolanda Neff       | Alessandra Keller          |

1991 · 
1992 · 
1993 · 
1994 · 
1995 · 
1996 · 
1997 · 
1998 · 
1999 · 
2000 · 
2001 · 
2002 · 
2003 · 
2004 · 
2005 · 
2006 · 
2007 · 
2008 · 
2009 · 
2010 · 
2011 · 
2012 · 
2013 · 
2014 · 
2015 · 
2016 · 
2017 · 
2018 · 
2019 · 
2020 · 
2021 · 
2022 · 
2023 · 
2024 · 
2025